# John Parish
John Parish (Yeovil, 11 aprile 1959) è un musicista, cantautore e produttore discografico britannico.

## Biografia
Conosciuto soprattutto per i suoi lavori con PJ Harvey, ha suonato anche con numerosi altri artisti come Eels, Tracy Chapman, Giant Sand e Sparklehorse. 
Sua sorella è l'attrice Sarah Parish. Suona la chitarra, il basso, la batteria, le tastiere, il synth, l'ukulele, il mandolino, il banjo e le percussioni.

## Carriera
Ha esordito con il singolo Mind Made nel 1980, suonato con una band new wave inglese, chiamata Thieves Like Us. Nel 1982 ha fondato con Rob Ellis la band Automatic Dlamini, in cui poi si è inserita anche Polly Harvey. Con questo gruppo Parish ha registrato tre album: The D is For Drum (1987), Here Catch Shouted his Father (1990 - mai pubblicato) e From A Diva to a Diver (1992). Nel 1986 Parish inizia la carriera di produttore discografico producendo numerose band di tutto il Regno Unito tra cui The Chesterfields, The Brilliant Corners, The Caretaker Race e The Becketts.
Nel 1995 ha co-prodotto l'album di PJ Harvey To Bring You My Love, in cui suona anche le chitarre, la batteria, le percussioni e l'organo. Ha lavorato come coautore e musicista nell'album degli Eels Souljacker (2001) e ha suonato come primo chitarrista nella successiva tournée del gruppo. Ha prodotto e suonato nell'album Chore of Enchantment di Giant Sand.
Sua è la colonna sonora del film Rosie del regista belga Patrice Toye.
Ha lavorato su sei album di PJ Harvey e in due di questi, ossia Dance Hall at Louse Point (1996) e A Woman a Man Walked By (2009), è anche coautore. Dal 1994 al 1999 e poi nuovamente dal 2009 al 2012 ha suonato tastiere, batteria e chitarre in tour con la PJ band.

## Discografia

### Solista
- 2000 - Rosie
- 2002 - How Animals Move
- 2005 - Once Upon a Little Time
- 2010 - She, a Chinese (colonna sonora)
- 2018 - Bird Dog Dante

### Collaborazioni
- 1995 - con PJ Harvey in To Bring You My Love come produttore e musicista
- 1996 - con PJ Harvey in Dance Hall at Louse Point come produttore e musicista
- 1997 - Spleen per la colonna sonora
- 1997 - con 16 Horsepower in Low Estate come produttore e musicista
- 1998 - con PJ Harvey in Is This Desire come musicista
- 1998 - con Spleen in Little Scratches come coautore e musicista
- 2000 - con Giant Sand in Chore of Enchantment come produttore
- 2000 - con Bettie Serveert in Private suit come produttore (2000) : producer
- 2000 - con i Goldfrapp in Felt Mountain come musicista
- 2000 - con Thou in Put Us in Tune come produttore e nel mixaggio
- 2001 - con gli Eels in Souljacker come produttore, coautore e musicista
- 2001 - con Dominique A in Auguri come produttore e musicista
- 2001 - con Morning Star in My Place in The Dust come produttore
- 2001 - con gli Sparklehorse in It's a Wonderful Life come coproduttore e musicista
- 2002 - con Tracy Chapman in Let it Rain come produttore
- 2004 - con Thou in I like Girls in Russia come produttore
- 2004 - con Morning Star in The Opposite is True come produttore
- 2004 - con Jennie DeVoe in Fireworks and Karate Supplies come produttore
- 2004 - con Nada in Tutto l'amore che mi manca come produttore
- 2005 - con M. Ward in Transistor Radio come musicista
- 2005 - con gli Afterhours in Ballate per piccole iene come produttore e musicista
- 2005 - con Dionysos in Monsters in Love come produttore
- 2007 - con PJ Harvey in White Chalk come produttore
- 2007 - con Tom Brosseau in Cavalier come produttore
- 2007 - con Magic Rays in Off the Map come produttore
- 2007 - con Marta Collica in Pretty and Unsafe come produttore
- 2008 - con gli Afterhours in I milanesi ammazzano il sabato come produttore
- 2008 - con Jennie DeVoe in Strange Sunshine come produttore
- 2008 - con i This Is The Kit in Krulle Bolle come produttore e musicista
- 2008 - con Cesare Basile in Storia di Caino come produttore e musicista
- 2009 - con Marta Collica in About Anything come produttore
- 2009 - con PJ Harvey in A Woman a Man Walked By come produttore e musicista
- 2010 - con Maika Makovski in Maika Makovski come produttore e musicista
- 2010 - con Kira in Look Up Ahead come produttore
- 2010 - con Zender in Sunday Kids nel mixaggio
- 2010 - con Nive Nielsen and The Deer Children in Nive Sings come musicista
- 2011 - con Peggy Sue in Acrobats come produttore
- 2011 - con PJ Harvey in Let England Shake come produttore e musicista
- 2013 - con KT Tunstall in Invisible Empire // Crescent Moon
- 2013 - con Mazgani in Common ground come coproduttore e musicista
- 2014 - con Afterhours in Hai paura del buio? come musicista